# Altkirch
Altkirch je francouzská obec v departementu Haut-Rhin v regionu Grand Est. V roce 2014 zde žilo 5 738 obyvatel. Je centrem arrondissementu Altkirch.

## Poloha obce
Sousední obce jsou: Aspach, Carspach, Hirsingue, Hirtzbach, Walheim a Wittersdorf.

## Pamětihodnosti
- Radnice v Altkirchu
- Kašna Panny Marie

## Vývoj počtu obyvatel
Počet obyvatel